# Wild Adapter
Wild Adapter è una serie manga con temi fortemente shōnen'ai di Kazuya Minekura. Il primo volume viene pubblicato in Giappone nel 2001 dalla casa editrice Chara-Tokuma, la stessa di Araiso Koutou Gakkou Seitokai Shikkoubu. Attualmente la serie conta 7 volumetti, ma è tuttora in corso. Tuttavia, ultimamente la pubblicazione si è interrotta a causa di problemi di salute dell'autrice e non si sa se e quando verrà ripresa.

## Trama
La trama di WA si ambienta a Yokohama e ruota attorno alle vicende di due ragazzi, Kubota Makoto e Tokito Minoru, il cui destino sembra essere indissolubilmente legato ad un nuovo tipo di droga che inizia a diffondersi in città: Wild Adapter. Questa droga ha degli effetti distruttivi su chi l'assume: dopo un breve periodo di forza prodigiosa, infatti, ne provoca la morte e la trasformazione mostruosa del cadavere, che prende caratteristiche bestiali come il pelo e gli artigli.
Kubota ha l'occasione di venire a sapere di Wild Adapter grazie alla sua attività all'interno di una delle due gangs mafiose che controllano Yokohama, la Izumokai, e grazie allo zio Kasai, che fa il poliziotto e ha l'incarico di indagare sugli omicidi di WA.
Dopo la morte di Komiya, il suo braccio destro con il quale aveva stretto un legame molto simile all'amicizia, Kubota abbandona la Izumokai, con grande rammarico del boss, Sanada.
È a questo punto che Kubota trova un ragazzo svenuto in un vicolo. Questo ragazzo ha la mano destra provvista di pelo e artigli, cosa che lo ricollega subito a Wild Adapter. Kubota lo accoglie in casa sua, ma quando il ragazzo si sveglia non ha più alcuna memoria del proprio passato, e sentendo nominare il proprio nome, "Minoru" (scritto su una targhetta che portava al polso), ha una crisi di rabbia e terrore nella quale Kubota-sun rimane ferito.
Dopo questa crisi il rapporto tra i due sembra ingranare, e i due decidono di iniziare a indagare su Wild Adapter, nella speranza che Tokito (questo il nuovo nome con cui Kubota inizia a chiamarlo) recuperi la memoria. In questo intento, però, sono circondati di nemici: prime tra tutti le due gangs rivali di Yokohama, la Izumo e la Toujou, entrambe desiderose di mettere per prime le mani su WA, che hanno iniziato a spiare i due protagonisti...